# Kuinvi
Valentina López (Quito, 22 de abril de 1994), conocida artísticamente como Kuinvi, es una cantante, productora y compositora ecuatoriana.

## Biografía
Comenzó su carrera musical a los seis años de edad y desde ese entonces se ha dedicado por completo a la música, convirtiéndose en una reconocida cantante ecuatoriana. A sus 19 años ya contaba con su propio disco, producido junto al reconocido productor ecuatoriano Diego Acosta en Miami. Además, ha sido invitada como telonera para Justin Bieber, Demi Lovato, Big Time Rush, Melendi, entre otros y ha sido merecedora de importantes premios nacionales [cita requerida] .
Valentina López nació en Quito, Ecuador, el 22 de abril de 1994. Desde temprana edad comenzó a destacarse en la música, iniciando su formación en el conservatorio Franz Liszt a los seis años. A los 10, ya dominaba la percusión. A partir de ese entonces, comienza a experimentar con la guitarra, y dos años más tarde ya componía sus propias canciones. Su primer sencillo titulado ¨Love you again" la convierte en la artista ecuatoriana más joven en inscribir un tema en la Sociedad de Autores del Ecuador (SAYCE) . A partir de entonces, López seguirá desarrollándose en la música, cursando sus estudios en la prestigiosa universidad americana [Berklee College of Music] en el campus de Valencia (España) y de Boston. Sus singles "Believe" y "Sin ti" se volverán populares en las radios ecuatorianas, llevándola a producir su primer disco llamado "My Turn" bajo la producción de Diego Acosta, productor ecuatoriano ganador de un Grammy Latino. En él aparecen 12 canciones y un remix de Believe junto a DJ Monti. Una de las mejores canciones que tiene es “Butterflies” ya que nos hace estar pendientes sobre el calentamiento global.
El lanzamiento oficial del disco fue en julio de 2013. Antes de esta presentación Valentina ya había abierto importantes conciertos en la capital, como el del artista español Melendi y del grupo ecuatoriano Verde 70. Sin embargo, la dimensión de sus shows fue incrementando después de la promoción de su sencillo "Guardian Angel", por lo fue López fue invitada a abrir el concierto de Justin Bieber en Quito. Más tarde realizaría otras importantes aperturas, como el de la banda juvenil Big Time Rush y de la cantante Demi Lovato en Guayaquil.
Ha sido nominada y acreedora a varios galardones nacionales. Uno de ellos fue el premio Artista Proyección 2012 de Mis Bandas Nacionales Ecuador, el cual le fue otorgado. 
López también ha participado en programas organizados por la WWF, como en "La Hora del Planeta" en Galápagos, 2014. 
En su disco MY TURN figuran las siguientes canciones: 
1. Believe
2. New Girl
3. Love Me Too
4. You Are Alive
5. Guardian Angel
6. I'm Sorry
7. Unbreakable (La La Love)
8. Give Up On Me
9. Never Say Goodbye
10. Not The One
11. Butterflies
12. Strangers With Memories
13. Believe (DJ Monti Remix)

En el 2015 Valentina da un giro musical y se hace parte del género Pop Latino. Grabó su sencillo *Miénteme* y *Mil Colores* en España con el reconocido artista y productor Nacho Mañó (bajista y compositor del grupo español Presuntos Implicados). Además de compartir un nuevo tema con el artista ecuatoriano de bachata Maykel Cedeño, el cual se titula "El Primero".
En el 2017 Lopez lanzó su tema pop urbano "No Más" con gran éxito en las radios nacionales y plataformas digitales. 
Berklee College of Music le otorgó una beca la cual llevó a la artista a la ciudad de Boston donde sacará su título de productora musical e ingeniera de sonido.